# Lohmannia vanharteni
Lohmannia vanharteni är en kvalsterart som beskrevs av Sandór Mahunka 1987. Lohmannia vanharteni ingår i släktet Lohmannia och familjen Lohmanniidae. Inga underarter finns listade i Catalogue of Life.